# Willy de Roos
Willy de Roos (né en 1923 et décédé le 4 août 2008) est un navigateur et écrivain néerlandais qui a vécu en Belgique et qui, à l'âge mûr, s'est passionné pour la navigation à voile.

## Biographie
S'étant fait construire le voilier en acier Williwaw, un ketch de 13 mètres, Willy de Roos se fit connaître par plusieurs campagnes de navigation audacieuses, souvent en solitaire.
Il franchit le passage du Nord-Ouest en 1977 en une seule saison et en grande partie en solitaire, dans une expédition où il côtoie le navigateur québécois Réal Bouvier et son équipage du J.E. Bernier II, à qui il faudra trois saisons pour effectuer le même passage.
Plus tard, il tenta de suivre le cheminement de l'expédition de la Belgica (1897-1899) d'Adrien de Gerlache.